# Krzyżanów
Krzyżanów è un comune rurale polacco del distretto di Kutno, nel voivodato di Łódź.
Ricopre una superficie di 102,98 km² e nel 2004 contava 4 554 abitanti.